# Jovo M. Bižić
Jovo M. Bižić (Sjeničak Lasinjski, 4. srpnja 1927. – Beograd, srpanj 2003.) učitelj i pisac

### Životopis
Jovo M. Bižić je rođen u Lasinjskom Sjeničaku, Republika Hrvatska. Petnaest godina radio je kao učitelj u nekoliko sela općine Vrginmost, danas Gvozd na Kordunu, među kojima i u svom rodnom mjestu. Nakon diplomiranja na Višoj stručnoj pedagoškoj školi u Rijeci, radi kao nastavnik tehničkog obrazovanja u Osnovnoj školi Herta Turza u Karlovcu. Od 1978. godine radi i stvara u Beogradu. Napisao je trilogiju o ljudima i jadima na Kordunu prije, za vrijeme i poslije Drugog svjetskog rata.

## Djela
- Tuđe večere, roman, Beograd, 2000.
- Pogrom, roman, Beograd, 2000.
- Ovajke drugovi, roman, Beograd, 2000.